# H. Guy Hunt

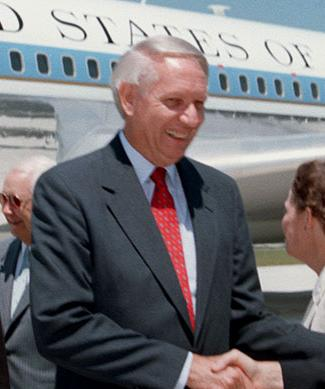
Harold Guy Hunt

Harold Guy Hunt (* 17. Juni 1933 in Cullman County, Alabama; † 30. Januar 2009 in Birmingham, Alabama) war ein US-amerikanischer Politiker (Republikanische Partei). Er war zwischen 1987 und 1993 Gouverneur von Alabama.

## Frühe Jahre und politischer Aufstieg
Guy Hunt diente während des Koreakriegs in der US-Army und bekam das Certificate of Achievement für überragende Leistung während der militärischen Dienstzeit verliehen. Danach wurde er 1958 zum Baptistenpastor geweiht. Hunts politische Karriere begann 1962 mit seiner erfolglosen Kandidatur für einen Sitz im Senat von Alabama. Danach wurde er 1964 zum Nachlassrichter (Probate Judge) von Cullman County gewählt, ein Amt, das er die nächsten 12 Jahre innehatte. Außerdem war er aktiv in der Republikanischen Partei tätig. Er bekleidete hohe Positionen in Ronald Reagans Wahlkampfteam. Hunt kandidierte 1978 für das Amt des Gouverneurs von Alabama, wurde aber von Fob James geschlagen.

## Gouverneur von Alabama
Durch die Spaltung in der Demokratischen Partei 1986 konnte Hunt seinen Vorsprung bei der Wahl für das Amt des Gouverneurs von Alabama ausbauen und gewinnen. Er wurde 1990 wiedergewählt. Während seiner ersten Amtszeit war sein Anliegen, mehr Industrieunternehmen und Touristen in den Staat zu locken. Seine Wahl und die nachfolgenden Nominierungen haben die Republikanische Partei in Alabama außerordentlich bestärkt. Trotz dieser Zugewinne wurden Hunts Amtsziele durch die Mehrzahl von Demokraten im Parlament vereitelt. Nachdem Hunt 1990 wiedergewählt wurde, wobei er Paul Hubbert besiegte, verbrachte er den zweiten Teil seiner Amtszeit damit, sich gegen die Anklage zu wehren, dass er die staatlichen Moralgesetze verletzt habe. Er wurde des gesetzwidrigen Einsatzes und Führung von Geldern zu Begleichung von persönlichen Schulden überführt und am 22. April 1993 aus seinem Amt entlassen, obgleich er später wegen erwiesener Unschuld rehabilitiert wurde. Vizegouverneur James Folsom Jr. wurde am selben Tag als neuer Gouverneur vereidigt. Hunt stellte sich 1998 erneut zur Wahl für das Amt des Gouverneurs, jedoch scheiterte er und kehrte danach auf seine Holly Pond Farm zurück, wo er auch predigte.

## Familie
Harold Guy Hunt war mit Helen Chambers Hunt verheiratet und wurde mit ihr Vater von vier Kindern. Er starb im Januar 2009 im Alter von 75 Jahren an Lungenkrebs.

## Ehrungen
Hunt erhielt 1987 den Ehrendoktor (Doctor of Law Degree) von der Troy State University, der University of North Alabama und der Alabama A&M University.